# Ouésso
Ouésso is een stad in het noorden van Congo-Brazzaville en het bestuurlijk centrum van het gelijknamige district en de regio Sangha (genoemd naar een zijrivier van de Kongo). De stad telde 17.784 inwoners bij de volkstelling van 1996. De stad ligt aan de rivier de Sangha en wordt omringd door tropisch regenwoud. Nabij de stad leven Pygmeeën en ligt het nationaal park Nouabalé-Ndoki.
De stad is verbonden met de hoofdstad Brazzaville door middel van een veerpont. In 2007 werd de bouw van een nieuwe 800-kilometer lange spoorlijn aangekondigd bij Ouesso onder leiding van een Zuid-Koreaans consortium voor de openstelling van een bosbouwgebied.